# Liam Palmer
Liam Jordan Palmer (Worksop, 19 settembre 1991) è un calciatore scozzese, centrocampista dello Sheffield Weds.

## Carriera

### Nazionale
Ha giocato nella nazionale scozzese Under-19.
Con la nazionale Under-21 scozzese ha giocato 5 partite di qualificazione agli Europei Under-21 del 2013.
Nel 2019 ha esordito in nazionale maggiore.